# 舒基·哈桑·卡苏姆
舒基·哈桑·卡苏姆（1977年9月30日—）是一名沙烏地阿拉伯举重运动员，身高1.69米。2010年参加广州亚运会，以300千克的成绩获94公斤级比赛第十四名。